# Monito
Monito (spanisch Isla Monito) ist eine zu Puerto Rico gehörende unbewohnte Insel im Karibischen Meer. Administrativ gehört sie zusammen mit der benachbarten und sehr viel größeren Insel Mona zur puerto-ricanischen Gemeinde Mayagüez, darin zum Stadtbezirk (barrio) Isla de Mona e Islote Monito. Monito ist der männliche Diminutiv von Mona, dem Namen ihrer Nachbarinsel.

## Geographie
Monito liegt 5,2 km nordwestlich von Mona sowie rund 70 km westlich der Hauptinsel in der Mona-Passage, die Puerto Rico von Hispaniola trennt. Die annähernd rechteckig geformte Insel ist 480 m lang, 360 m breit und weist eine Fläche von 0,147 km² auf. Die Insel erhebt sich steil aus dem Meer und bildet ein Plateau, das im Nordosten eine Höhe von 66 m über dem Meer erreicht. Sie ist die westliche Landmasse des Staates Puerto Rico.
Die Insel ist ein Naturschutzgebiet („Monito Island Natural Reserve“) und beherbergt mit dem Monito-Gecko (Sphaerodactylus micropithecus) auch eine gefährdete, endemische Tierart.